# USS Haddock (SS-231)
USS Haddock (SS-231) là một tàu ngầm lớp Gato từng phục vụ cùng Hải quân Hoa Kỳ trong Chiến tranh Thế giới thứ hai. Nó là chiếc tàu chiến thứ hai của Hải quân Hoa Kỳ được đặt cái tên này, theo tên loài cá tuyết chấm đen. Nó đã phục vụ trong suốt Thế chiến II, thực hiện tổng cộng mười ba chuyến tuần tra, đánh chìm tám tàu Nhật Bản với tổng tải trọng 33.585 tấn. rồi được cho ngừng hoạt động sau khi xung đột chấm dứt vào năm 1947, rồi cuối cùng bị bán để tháo dỡ vào năm 1960. Haddock được tặng thưởng danh hiệu Đơn vị Tuyên dương Tổng thống cùng mười một Ngôi sao Chiến trận do thành tích phục vụ trong Thế Chiến II.

## Thiết kế và chế tạo
Lớp tàu ngầm Gato được thiết kế cho mục đích một tàu ngầm hạm đội nhằm có tốc độ trên mặt nước cao, tầm hoạt động xa và vũ khí mạnh để tháp tùng hạm đội chiến trận. Con tàu dài 311 ft 9 in (95,02 m) và có trọng lượng choán nước 1.525 tấn Anh (1.549 t) khi nổi và 2.424 tấn Anh (2.463 t) khi lặn. Chúng trang bị động cơ diesel dẫn động máy phát điện để cung cấp điện năng cho bốn động cơ điện, đạt được công suất 5.400 shp (4.000 kW) khi nổi và 2.740 shp (2.040 kW) khi lặn, cho phép đạt tốc độ tối đa 21 hải lý trên giờ (39 km/h) và 9 hải lý trên giờ (17 km/h) tương ứng. Tầm xa hoạt động là 11.000 hải lý (20.000 km) khi đi trên mặt nước ở tốc độ 10 hải lý trên giờ (19 km/h) và có thể hoạt động kéo dài đến 75 ngày và lặn được sâu tối đa 300 ft (90 m).
Lớp tàu ngầm Gato được trang bị mười ống phóng ngư lôi 21 in (530 mm), gồm sáu ống trước mũi và bốn ống phía phía đuôi tàu, chúng mang theo tối đa 24 quả ngư lôi. Vũ khí trên boong tàu gồm một hải pháo 3 inch/50 caliber, và thường được tăng cường một khẩu pháo phòng không Bofors 40 mm nòng đơn và một khẩu đội Oerlikon 20 mm nòng đôi, kèm theo súng máy .50 caliber và .30 caliber. Tiện nghi cho thủy thủ đoàn bao gồm điều hòa không khí, thực phẩm trữ lạnh, máy lọc nước, máy giặt và giường ngủ cho hầu hết mọi người, giúp họ chịu đựng cái nóng nhiệt đới tại Thái Bình Dương cùng những chuyến tuần tra kéo dài đến hai tháng rưỡi.
Haddock được đặt lườn tại Xưởng hải quân Portsmouth ở Kittery, Maine vào ngày 31 tháng 3, 1941. Nó được hạ thủy vào ngày 20 tháng 10, 1941, được đỡ đầu bởi bà William H. Allen, và được cho nhập biên chế cùng Hải quân Hoa Kỳ vào ngày 14 tháng 3, 1942 dưới quyền chỉ huy của Hạm trưởng, Thiếu tá Hải quân Arthur H. Taylor.

## Lịch sử hoạt động

### 1942

#### Chuyến tuần tra thứ nhất
Sau khi hoàn tất việc chạy thử máy huấn luyện ngoài khơi New England và sửa chữa sau chạy thử máy, Haddock chuẩn bị để được điều động sang khu vực Mặt trận Thái Bình Dương. Nó rời Căn cứ Tàu ngầm Hải quân New London vào ngày 19 tháng 6, 1942 để đi sang Trân Châu Cảng, đến nơi vào ngày 16 tháng 7. Được trang bị radar kiểu SJ, nó lên đường vào ngày 28 tháng 7 cho chuyến tuần tra đầu tiên, trở thành chiếc tàu ngầm đầu tiên hoạt động với thiết bị này, giúp tăng khả năng phát hiện và tiêu diệt đối thủ trong bối cảnh tầm nhìn bị hạn chế.
Xâm nhập vào khu vực quần đảo Bonin và biển Hoa Đông, Haddock tấn công một tàu chở hàng trên mặt biển vào ngày 22 tháng 8, đánh chìm chiếc tàu chở quân Tatsuho Maru (6.334 tấn) khi chiếc này gặp trục trặc động cơ và bị rớt lại phía sau đoàn tàu vận tải. Tại eo biển Đài Loan vào ngày 26 tháng 8, nó phóng bốn quả ngư lôi từ ống phóng phía đuôi nhắm vào chiếc Teinshum Maru, nguyên là chiếc Tai Seun Hong của phe Vichy Pháp, nhưng bị trượt; chiếc tàu ngầm quay mũi tàu và tiếp tục phóng ngư lôi từ ống phóng phía mũi, đánh chìm được chiếc tàu chở hàng 2.251 tấn này. Nó tiếp tục tuần tra ngoài khơi Okinawa trước khi quay trở về Midway vào ngày 19 tháng 9.

#### Chuyến tuần tra thứ hai
Trong chuyến tuần tra thứ hai từ ngày 11 tháng 10 đến ngày 4 tháng 12 tại khu vực Hoàng Hải, Haddock đã tấn công hai lần nhưng không trúng mục tiêu. Đến ngày 3 tháng 11, ngư lôi của nó đánh chìm chiếc Tekkai Maru (1.925 tấn); nhưng phải bỏ dỡ một đợt tấn công ba ngày sau đó sau khi đã gây hư hại cho chiếc tàu chở quân Lục quân French Maru (5.828 tấn) do máy bay và tàu hộ tống đối phương phản công. Ngoài khơi phía Đông đảo Honshū trong đêm 11-12 tháng 11, nó gây hư hại phần đuôi chiếc tàu chở hàng Venice Maru (6.571 tấn), rồi gây hư hại cho một tàu khác vào ngày 13 tháng 11 nhưng không thể kết liễu đối phương do bị tàu hộ tống ngăn chặn. Chiếc tàu ngầm dùng quả ngư lôi cuối cùng nhắm vào chiếc Nichinan Maru (6.503 tấn) vào ngày 16 tháng 11, rồi đấu pháo với đối thủ khiến nó đắm sau đó, trước khi lên đường quay trở về Trân Châu Cảng.

### 1943

#### Chuyến tuần tra thứ ba
Rời Trân Châu Cảng vào ngày 28 tháng 12 cho chuyến tuần tra thứ ba, Haddock hoạt động tại vùng biển phía Nam chính quốc Nhật Bản. Nó bị tàu khu trục thả mìn sâu tấn công, rồi tiếp tục bị tàu tuần tra truy đuổi, nhưng đã thoát được ra khỏi vòng vây. Đến ngày 17 tháng 1, 1943, nó phóng ngư lôi đánh chìm một tàu hàng khoảng 4.000 tấn không rõ tung tích, rồi hai ngày sau đó lại phát hiện một đoàn sáu tàu buôn đang di chuyển theo hàng dọc. Nó phóng trúng hai ngư lôi và đánh chìm chiếc cuối cùng trong đoàn tàu, nhưng bị máy bay và tàu hộ tống phản công, cũng như thời tiết xấu khiến nó không thể theo đuổi các mục tiêu còn lại. Nó quay trở về Midway vào ngày 17 tháng 2.

#### Chuyến tuần tra thứ tư
Khởi hành từ Midway vào ngày 11 tháng 3 cho chuyến tuần tra thứ tư, Haddock bắt gặp một tàu chở dầu được một tàu corvette hộ tống ngoài khơi Palau vào ngày 3 tháng 4. Nó phóng một quả ngư lôi nhắm vào chiếc tàu corvette, mà sau này được xác minh là tàu khu trục Yūzuki, nhưng quả ngư lôi không kích nổ. Haddock tiếp tục phóng một loạt ba quả ngư lôi và đánh chìm được tàu chở dầu Arima Maru (7.389 tấn). Đợt phản công của Yūzuki với 24 quả mìn sâu thả trực tiếp bên trên Haddock đã gây hư hại nặng cho chiếc tàu ngầm khiến nó mất kiểm soát độ sâu, chìm xuống đến 415 ft (126 m), bị hư hại nặng tháp chỉ huy và hệ thống radar. Con tàu được lệnh kết thúc chuyến tuần tra và quay trở về căn cứ, về đến Trân Châu Cảng vào ngày 19 tháng 4.

#### Chuyến tuần tra thứ năm
Trong chuyến tuần tra thứ năm từ ngày 30 tháng 6 đến ngày 10 tháng 8 tại khu vực quần đảo Caroline, Haddock phát hiện một đoàn bốn tàu vận tải tại vùng biển phía Bắc Palau vào ngày 21 tháng 7. Nó đánh chìm được chiếc Saipan Maru (5.532 tấn) và né tránh được sự phản công của các tàu hộ tống. Trong ngày hôm đó nó tiếp tục phát hiện hai tàu chở dầu không được hộ tống, nhưng lượt tấn công đầu tiên trượt mục tiêu; chiếc tàu ngầm tiếp tục truy đuổi và tung ra hai đợt tấn công khác trước khi rút lui vì hết ngư lôi. Nó đến Midway vào ngày 6 tháng 8 trước khi quay về Trân Châu Cảng.

#### Chuyến tuần tra thứ sáu
Haddock rời Trân Châu Cảng vào ngày 2 tháng 9 để tiến hành chuyến tuần tra thứ sáu tại khu vực phụ cận căn cứ chủ lực Truk của quân đội Nhật Bản. Nó tấn công chiếc tàu tiếp than Samsei Maru (641 tấn) vào ngày 15 tháng 9 nhưng không thể đánh chìm đối phương, rồi đến ngày 20 tháng 9 lại tiếp tục gây hư hại cho chiếc tàu chở dầu phụ trợ Notoro (14.050 tấn), nguyên là một tàu tiếp liệu thủy phi cơ, buộc đối phương phải quay trở về Truk. Sang ngày hôm sau chiếc tàu ngầm phóng ngư lôi gây hư hại cho chiếc tàu tiếp than Shinyubari Maru (5.354 tấn), rồi phải lặn sâu để né tránh đợt phản công của các tàu hộ tống đối phương. Nó quay trở về Midway vào ngày 28 tháng 9 do đã tiêu phí hết số ngư lôi mang theo.

#### Chuyến tuần tra thứ bảy
Khởi hành từ Midway vào ngày 20 tháng 10 cho chuyến tuần tra thứ bảy, Haddock tiếp tục hoạt động tại khu vực phụ cận Truk. Nó tấn công chiếc tàu rài cáp Tateishi và tàu đánh cá Kitagami Maru vào cuối ngày 1 tháng 11 nhưng không thành công, và sau đó chịu đựng đợt phản công mạnh của một đội chống tàu ngầm vài giờ sau đó. Chiếc tàu ngầm có thêm một đợt tấn công khác vào ngày 6 tháng 11, gây hư hại nặng cho chiếc tàu chở dầu Hoyo Maru (8.691 tấn), rồi quay trở về Trân Châu Cảng vào ngày 15 tháng 11.

### 1944

#### Chuyến tuần tra thứ tám và thứ chín
Trong chuyến tuần tra thứ tám, Haddock tham gia một đội tấn công phối hợp "Bầy sói" bao gồm các tàu ngầm chị em Tullibee (SS-284) và Halibut (SS-232). Nó khởi hành từ Trân Châu Cảng vào ngày 14 tháng 12, 1943, đi đến điểm gặp gỡ vào ngày 17 tháng 12, rồi bắt gặp một hạm đội đối phương vào ngày 19 tháng 1, 1944. Haddock phóng ngư lôi tấn công chiếc tàu sân bay hộ tống Un'yō (17.830 tấn), đánh trúng ít nhất hai quả khiến đối thủ bị hư hại nặng, rồi sau đó chịu đựng đòn phản công của các tàu hộ tống bảo vệ. Nó quay trở về Trân Châu Cảng vào ngày 5 tháng 2.
Rời Trân Châu Cảng cho chuyến tuần tra thứ chín vào ngày 10 tháng 3, Haddock không tìm thấy mục tiêu nào giá trị. Nó chỉ đánh chìm được chiếc tàu quét mìn phụ trợ Noshiro Maru số 2 (126 tấn) vào ngày 17 tháng 4 trước khi quay trở về Trân Châu Cảng vào ngày 10 tháng 5.

#### Chuyến tuần tra thứ mười
Trong chuyến tuần tra thứ mười, Haddock tham gia một đội "Bầy sói" khác bao gồm các tàu ngầm Halibut (SS-232) và Tuna (SS-203), rồi rời Trân Châu Cảng vào ngày 8 tháng 10. Hỗ trợ cho chiến dịch tái chiếm Philippines, đội tác chiến đã có mặt trong Trận chiến mũi Engano, đoạn kết thúc của cuộc Hải chiến vịnh Leyte vào ngày 25 tháng 10, và đã truy đuổi không thành công hạm đội Nhật Bản đang rút lui. Gặp trục trặc kính tiềm vọng, Haddock không đánh trúng phát nào trong suốt cuộc tuần tra, và quay trở về Trân Châu Cảng vào ngày 10 tháng 12, nơi nó được tái trang bị và bổ sung thêm pháo trên boong tàu.

### 1945

#### Chuyến tuần tra thứ mười một
Cùng với các tàu ngầm Sennet (SS-408) và Lagarto (SS-371) trong đội tấn công phối hợp lên đường cho chuyến tuần tra thứ mười một, đi đến vùng biển phía Đông chính quốc Nhật Bản. Đội tác chiến đã tung ra một đòn tấn công nghi binh, nhằm thu hút các tàu tuần tra đối phương khỏi đường đi của một đội đặc nhiệm tàu sân bay, vốn sẽ không kích xuống khu vực Tokyo. Các tàu ngầm đã tấn công các tàu tuần tra bằng hải pháo, tiêu diệt một số chiếc trước khi rút lui về Guam vào ngày 14 tháng 3.

#### Chuyến tuần tra thứ mười hai và mười ba
Haddock dành trọn những chuyến tuần tra cuối cùng từ tháng 4 đến tháng 8 cho nhiệm vụ tìm kiếm và giải cứu, hỗ trợ cho các chiến dịch không kích của lực lượng đặc nhiệm tàu sân bay nhanh xuống chính quốc Nhật Bản. Sau khi Nhật Bản chấp nhận đầu hàng vào ngày 15 tháng 8, giúp chấm dứt vĩnh viễn cuộc xung đột, nó quay trở về Trân Châu Cảng vào ngày 22 tháng 8.

### 1946 - 1960
Lên đường vào ngày 7 tháng 9 để đi sang vùng bờ Đông Hoa Kỳ, Haddock băng qua kênh đào Panama và ghé thăm nhiều cảng trước khi đi đến Căn cứ Tàu ngầm Hải quân New London tại New London, Connecticut vào ngày 29 tháng 3, 1946. Nó được đưa về Hạm đội Dự bị Đại Tây Dương vào ngày 20 tháng 4, 1946 và được cho xuất biên chế vào ngày 12 tháng 2, 1947. Đến tháng 8, 1948, con tàu được huy động vào nhiệm vụ huấn luyện dự bị cùng Quân khu Hải quân 6, cho đến khi ngừng hoạt động tại New London vào tháng 5, 1952. Đến tháng 6, 1956, nó lại đảm nhiệm vai trò huấn luyện dự bị tại Portsmouth, New Hampshire cho đến khi được rút tên khỏi danh sách Đăng bạ Hải quân vào năm 1960. Con tàu bị bán cho hãng Jacob Checkoway để tháo dỡ vào ngày 23 tháng 8, 1960.

## Phần thưởng
Haddock được tặng thưởng danh hiệu Đơn vị Tuyên dương Tổng thống cùng mười một Ngôi sao Chiến trận do thành tích phục vụ trong Thế Chiến II. Nó được ghi công đã đánh chìm tám tàu Nhật Bản với tổng tải trọng 33.585 tấn.
|  |                                         |  |
|  | Silver star · Silver star · Bronze star |  |

| Dãi băng Hoạt động Tác chiến  | Dãi băng Hoạt động Tác chiến                                             | Đơn vị Tuyên Dương Tổng thống                                            | Đơn vị Tuyên Dương Tổng thống        |
| Huân chương Chiến dịch Hoa Kỳ | Huân chương Chiến dịch Châu Á-Thái Bình Dương với 11 Ngôi sao Chiến trận | Huân chương Chiến dịch Châu Á-Thái Bình Dương với 11 Ngôi sao Chiến trận | Huân chương Chiến thắng Thế Chiến II |